# Huizhao Qingyu
Huizhao Qingyu (chiń. 慧照慶預, pinyin huìzhào qìngyù; ur. 1078, zm. 1140) – chiński mistrz chan ze szkoły caodong.

## Życiorys
Był uczniem i spadkobiercą Dharmy mistrza chan Danxia Zichuna. Uchodził za ważnego i bardzo obiecującego ucznia. Wcześniej był najstarszym i tonsurowym uczniem mistrza Furonga Daokaia. Razem z Hongzhim Zhengjuem i Zhenxiem Qingliao nazywani byli „trzema wnukami mędrcami Daokaia”.
Był opatem kilku prestiżowych klasztorów (Ganyuan si w Fuzhou, Xuefeng si), a od 1121 r. opatem klasztoru Dahong, w którym przebywało około 2000 mnichów. Mimo tego nie przeszedł do historii jako wybitnie znany mistrz, wspomina się go w zaledwie kilku źródłach.
Po śmierci Daokaia Qingyu posłał ucznia po prochy mistrza, które były złożone w stupie przy jeziorze Furong w Szantungu. Qingyu uważał, iż prochy mistrza winny być złożone w Dahong si, którego Daokai był kiedyś opatem. Wzniósł na południowym zboczu góry Dahong pagodę, w której złożono prochy. Inskrypcję na steli napisał Wang Bin piętnastego dnia czwartego miesiąca 1127 r. Była ona zapewne podyktowana (lub zainspirowana) przez Qingyu, dlatego ma ewidentnie charakter reklamiarski. Zastanawiająca jest zgoda mnichów z klasztoru Daokaia w Furong na wydanie jego prochów. Posiadanie relikwii wybitnego mistrza wzmacniało pozycję klasztoru, w tym wypadku w dodatku zapewne dziedzicznego. Prawdopodobnie Qingyu miał silne wsparcie establishmentu politycznego.
Qingyu był znany z kontaktów z kilkoma znanymi intelektualistami, z których najbardziej znany był Zhang Shou. Byli w bardzo bliskich relacjach. Zhang napisał wstęp do wydania w 1138 r. mów mistrza (Piling ji).

## Linia przekazu Dharmy zen
Pierwsza liczba oznacza liczbę pokoleń mistrzów od 1 Patriarchy indyjskiego Mahakaśjapy.
Druga liczba oznacza liczbę pokoleń od 28/1 Bodhidharmy, 28 Patriarchy Indii i 1 Patriarchy Chin.
Trzecia liczba oznacza początek nowej linii przekazu w danym kraju.
- 46/19. Furong Daokai (1043–1118)
  - 47/20. Dongshan Daowei (bd)
  - 47/20. Kumu Facheng (1071–1128) (także jako Jingyin Facheng)
    - 48/21. Yefu Daochuan (bd)

  - 47/20. Dayong Qilian (1077–1144)
  - 47/20. Lumen Fadeng (1075–1127)
  - 47/20. Jingyin Zijue (zm. 1117)(Lumen Zijue)
    - 48/21. Qingzhou Yibian (1081–1149)
      - 49/22. Zizhou Bao (1114–1173)
        - 50/23. Wangshan Ti (bd)
          - 51/24. Wansong Xingxiu (1166–1246)
            - 52/25. Xueting Fuyu (1203–1275) linia Shaolin

  - 47/20. Shimen Yuanyi (1053–1137)
  - 47/20. Baofeng Weizhao (1084–1128)
    - 48/21. Zhenru Daohui (bd)
    - 48/21. Zhitong Jingshen (1090–1152)

  - 47/20. Danxia Zichun (1064–1119)
    - 48/21. Huizhao Qingyu (1078–1140)
    - 48/21. Hongzhi Zhengjue (1091–1157) Congrong lu
      - 49/22. Jingyin Kumu (bd)
      - 49/22. Zhide Huihui (1097–1183)

    - 48/21. Zhenxie Qingliao (1089–1151)
      - 49/22. Tiantong Zongjue (bd)
        - 50/23. Xuedou Zhijian (1105–1192)
          - 51/24. Tiantong Rujing (1163–1228)
            - 52/25/1. Eihei Dōgen Kigen (1200–1253) Japonia, szkoła sōtō